# Michael Lang (Journalist)
Michael Erwin Lang (* 2. November 1949 in Zürich) ist ein Schweizer Publizist, Buchautor, Konzepter, Fernseh- und Filmschaffender.

## Leben
Michael Lang wurde geboren als Sohn des Schweizer Journalisten, Gewerkschafters und sozialdemokratischen Politikers Erwin A. Lang (1908–1973) und wuchs in Zürich und Wetzikon auf. Er studierte an der Universität Zürich Geschichte, Literaturwissenschaften und Publizistik. Seit Ende der 1960er Jahre ist er als Journalist für Printmedien vorab im Bereich Kultur tätig. Schwerpunktmässig befasst er sich seit den 1970er Jahren mit dem Medium Film und dem Kino im Besonderen. Er publizierte Kritiken, Essays, Porträts und Interviews in dem Kult-Zeitgeistmagazin Magma sowie den Schweizer Medien SonntagsZeitung, Schweizer Illustrierte, Weltwoche, Tages-Anzeiger, Tele, SonntagsBlick, NZZ am Sonntag und Aargauer Zeitung. Zudem veröffentlichte er in der Kulturzeitschrift du Dossiers zum Leben und Werk der Cinéasten Akira Kurosawa, Jacques Rivette und Michelangelo Antonioni sowie über das Schauspielensemble im Werk von Pedro Almodóvar. Darüber hinaus arbeitete er für die Schweizer Filmfachmagazine Zoom und Filmbulletin.
Lang war Anfang der 1980er Jahre als Verlagslektor und Werbeleiter im Zürcher Orell-Füssli-Buchverlag tätig. Er ist Co-Autor des Bildbands Stars des satirischen deutschen Illustrators Sebastian Krüger und hat mehrere Textbeiträge im Kunstband Necronomicon 2 des Schweizer Malers HR Giger verfasst. Des Weiteren publizierte er längere Essays in Katalogen des Zürcher Museums für Gestaltung. 1982 gehörte Lang zum Redaktionsteam des damals als Piratensender bezeichneten Radio 24, dem ersten privaten Schweizer Rundfunksender, gegründet vom Schweizer Medienpionier Roger Schawinski. 1983 war Michael Lang als Geschäftsführer und Pressechef mit dem Schweizer Variété-Zirkus Aladin auf Tournée.
Von 1996 bis 2000 war Lang am Bildschirm ständiger Fachexperte und redaktioneller Mitarbeiter der filmkritischen Sendung Kinobar im Schweizer Fernsehen. 1995 begleitete er in Europa und den USA als Sportexperte eine Design-Kampagne für die Realisierung der Swatch-Uhrenkollektion „Living Legends of the Olympics“ (Marc Spitz, Bob Beamon, Edwin Moses, Katarina Witt, Nadia Comăneci, Sebastian Coe, Daley Thompson, Dan Jansen, Gelindo Bordin und Saïd Aouita) anlässlich der Olympischen Spiele in Atlanta 1996. Zudem war er konzeptionell und als Texter an Medienkampagnen im Verlag des Zürcher Tages Anzeiger beteiligt.
Von 2004 bis 2012 realisierte er für den deutschsprachigen Gemeinschafts-Fernsehsender 3sat zusammen mit dem Zürcher Filmemacher und Fotokünstler Beat Kuert und bis 2010 mit dem ehemaligen Leiter von 3sat-Schweiz, Frank Hubrath, die TV-Reihe Berg und Geist, die er konzeptionell entwickelte. Entstanden sind bis Ende April 83 Porträts. 2005 wurde die Reihe mit dem Schweizer Showbusinesspreis "Prix Walo" als beste Fernsehsendung des Jahres ausgezeichnet.

## Werke
Bücher
- Sebastian Krüger, Michael Lang: Stars. Lappan, Oldenburg 1997, ISBN 3-89082-730-6.
- Joel Rothmann, Michael Lang, Ari Plikat: Sex, kurz und sündig. Das etwas andere Sexlexikon. Lappan, Oldenburg 2005, ISBN 3-8303-6091-6.
- Michael Lütscher, Michael Lang u. a.: Eine Stadt, ein Verein, eine Geschichte. Neue Zürcher Zeitung, Zürich 2010, ISBN 978-3-03823-643-6.
- H.R Giger, Michael Lang u. a.: H.R. Giger's Necronomicon 2. Edition C, Zürich 1985, ISBN 3-85591-020-0.
- Michael Lang: Filmschmuck, Stars, Schmuckfilme. In: Brigitte Felderer, Erika Keil, Herbert Lachmayer (Hrsg.): Alles Schmuck. Lars Müller Museum für Gestaltung, Zürich 2000, ISBN 3-907078-32-2.
- Michael Lang: Go, O.J., Go! People V. Simpson BA097211. In: Erika Keil, Andreas Volk (Hrsg.): Tatort-Die Requisiten der Beweisführung. Museum für Gestaltung, Zürich 1998, ISBN 3-907065-78-6.

Fernsehen
- Berg und Geist. (Porträt-Sendereihe, 3sat/SF, von 2004–2012; 2005 mit dem Schweizer Showszene-Preis PRIX WALO ausgezeichnet). Stand Ende April 2012: 83 Porträts

Radio
- The Best of Comedy – 24 Jahre Radio 24, Viktor Baumgartner (Autor), Michael Lang, Roman Kilchsberger u. a. (Co-Autoren); Belcom 2003.

Film
- Arme Seelen, Dokumentarfilm von Edwin Beeler; Dramaturgische Beratung Michael Lang, Erich Langjahr u. a.; Calypso Film Luzern 2011.
- Salecina – Von der Weltrevolution zur Alpenpension?, TV-Dokumentarfilm von Rahel Holenstein und Reto Padrutt; Michael Lang (Oeil extérieur); Videoladen Zürich 2011.
- Die Nagelprobe, Kinospielfilm von Luke Gasser; Skriptmitarbeit und -beratung Michael Lang; Produktion Luke Gasser/Danny Ming 2010.